# Comité van Leden van de Constitutionele Raad

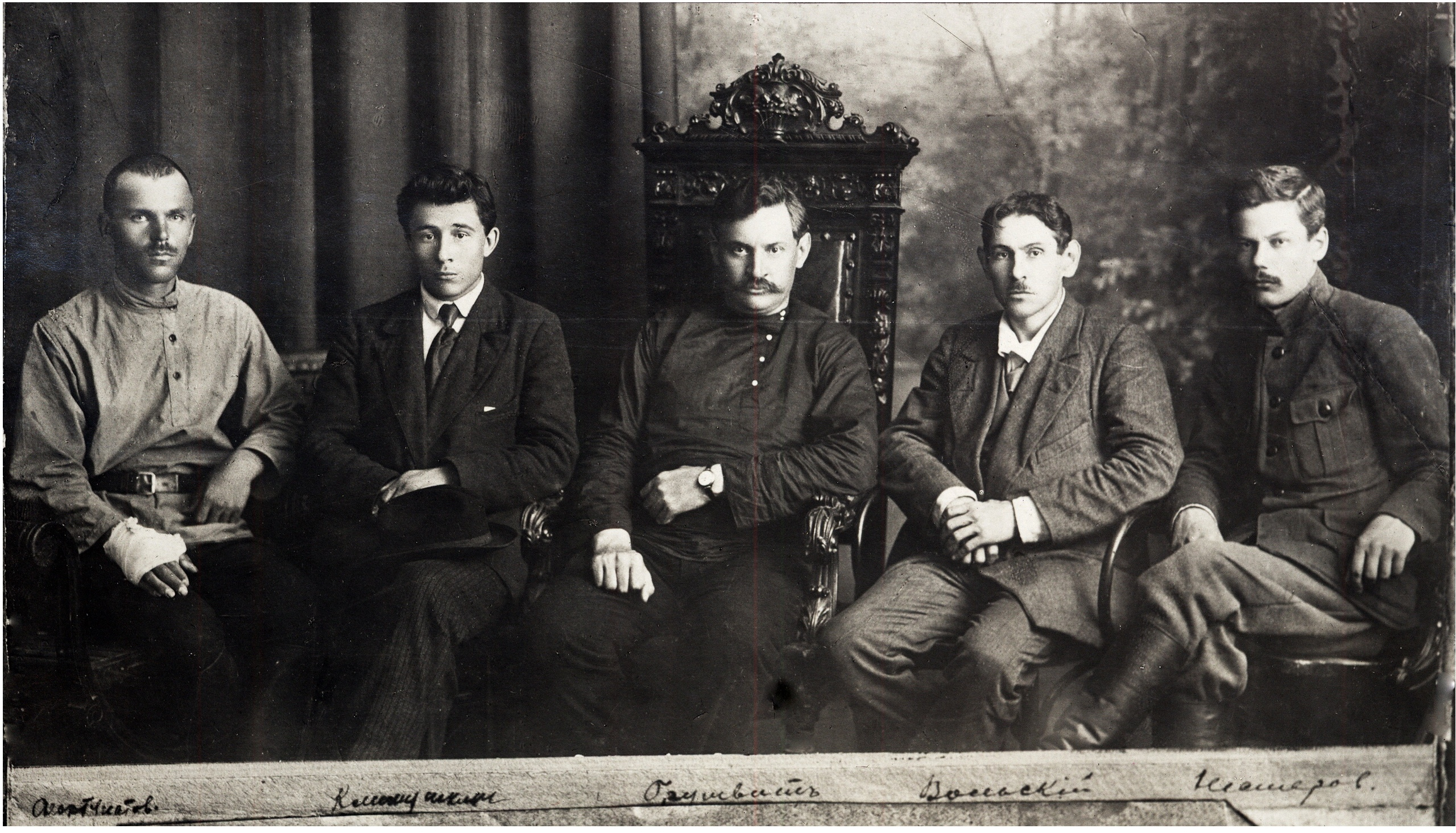
Oprichters van het comité. Van links naar rechts: Ivan Bruoejvit, Prokopij Klimoesjkin, Boris Fortoenatov, Vladimir Volski (voorzitter) en Ivan Nesterov.

Het Comité van Leden van de Constitutionele Raad (Russisch: Комитет членов Учредительного собрания), afgekort tot Комуч of Komoetsj, was een democratische contrarevolutionaire regering uit Samara tijdens de Russische Burgeroorlog die bestond van 8 juni 1918 nadat het Tsjechisch Legioen de stad had veroverd.
De Komoetsj riep zichzelf uit als de hoogste autoriteit in Rusland als tijdelijke bestuurder voor de Grondwetgevende vergadering, in het gebied dat veroverd was door de geallieerde interventie en de Witten, tot er een nieuwe raad aangesteld werd. Aanvankelijk bestond deze raad uit de sociaal-revolutionairen Vladimir Volski (voorzitter), Ivan Broechvit, Prokopii Klimoechkin, Boris Fortoenatov en Ivan Nesterov. Ze waren lid van de Constitutionele raad die door de bolsjewieken was ontbonden. De twee andere leden N. Shmelev and V. Abramov traden toe na een aangenomen amendement van de raad. In dit amendement werd de vrijheid van de raad hersteld en de fundamentele principes opgeschreven. De uitvoerende macht lag bij de ministerraad die geleid werd door Jevgeni Rogovski.
Het comité groeide in omvang, waardoor het meer ruimte nodig had, zoals grotere zalen en meer werkkamers. Het aantal leden groeide ook omdat een groot aantal sociaal-revolutionairen uit de Grondwetgevende Raad gestapt waren. De raad verhuisde vanwege deze groei naar een ruimere locatie in de stad Samara. Eind september 1918 bestond de raad uit 96 leden.
De raad had de macht met de hulp van het Tsjechische Legioen overgenomen, maar het comité kondigde aan dat de vrijheden opnieuw benoemd moesten worden om zo de pas verworven machtspositie veilig te stellen. Voorbeelden hiervan waren dat de achturige werkweek werd ingevoerd, raadsvergaderingen en vakbonden binnen fabrieken en werkplaatsen werden toegestaan, net zoals  conferenties en congressen van arbeiders en boeren. Decreten van de voormalige Sovjetregering werden herroepen en alle industriële en financiële productiemiddelen werden aan hun eigenaar teruggegeven. Ook was het weer toegestaan om een onderneming op te richten die geleid werd door een privépersoon. Regionale raden, Zemstvo geheten, en andere instituten werden opnieuw opgericht. Om de collectivisatie van land ongedaan te maken gaf de raad landeigenaren de mogelijkheid om hun in beslag genomen land van de boeren terug te krijgen en de landbouwgoederen van de winter van 1917 te oogsten. Er werden soldaten naar de landelijke delen van Rusland gestuurd om de landeigenaren, Koelakken en hun eigendom te beschermen om hierna een volksleger op te richten.
In de periode van juni tot augustus 1918 was de invloed van de raad uitgebreid van Samar tot de provincies Simbirsk, Kazan, Oefa en Saratov. In september leed het volksleger een aantal nederlagen tegen het Rode Leger en het leger trok zich terug uit een groot deel van dit gebied. Aan het einde van de maand november hadden de boeren geen vertrouwen meer in het contrarevolutionaire karakter en begonnen zij zich te verzetten tegen deze raad.
De raad werkte samen met de Voorlopige Regering van Autonoom Siberië. Deze hield van 8 tot 23 september 1918 in Oefa een conferentie waar 170 gedelegeerden aanwezig waren. De meesten hiervan kwam uit de regio zelf en sommigen vertegenwoordigden andere, kleinere regio’s. Terwijl deze conferentie aan de gang was, leed het leger van de Komoetsj twee nederlagen. Het verloor Kazan op 10 september en Simbirsk op 12 september 1918. Het resultaat van deze conferentie was het ontstaan van de Voorlopige Regering van Alle Russen. 
Na de coup van Aleksandr Koltsjak werd de raad en andere instanties door generaal Vladimir Kappel in november 1918 afgeschaft.